# Palestinian Football Association
Die Palestinian Football Association (arabisch الاتحاد الفلسطيني لكرة القدم, DMG al-Ittiḥād al-filasṭīnī li-kurat al-qadam) ist der nationale Fußballverband des Staates Palästina. Er wurde im Jahr 1962 gegründet und trat nach einer provisorischen Mitgliedschaft im Jahr 1995 schließlich 1998 der FIFA als auch der AFC bei. Seit dem Jahr 2000 ist der Verband auch Mitglied des asiatischen Regionalverbandes WAFF.

## Geschichte
Von dem Völkerbundsmandat für Palästina wurde im Jahr 1928 ein erster Verband durch die Zionisten gegründet. In dieser Zeit nahm eine Nationalmannschaft an den Qualifikationen für die Weltmeisterschaft 1934 und 1938 teil. Seit 1948 ist dieser Verband die Israel Football Association.
Ein eigener Verband um die arabischen Palästinenser zu repräsentieren wurde 1962 gegründet. Seit deren Gründung im Jahr 1974 ist dieser auch Mitglied der UAFA. Im Jahr 1977 folgte die Einrichtung der West Bank Premier League im Westjordanland. Seit 1984 gibt es mit der Gaza Strip Premier League auch eine Liga im Gazastreifen. Mit der Einrichtung der Palästinensischen Autonomiebehörde wurde der Beitritt zur FIFA und zur AFC vollzogen, im Jahr 2000 folgte der Zutritt zur WAFF. Seit Februar 2011 gibt es eine eigene Frauen-Liga.
Seit 2006 ist Dschibril ar-Radschub der Vorsitzende des Verbandes. Aufgrund von dessen Aufforderung Trikots von Lionel Messi zu verbrennen, wurde er 2018 für zwölf Monate gesperrt. Einem Einspruch gegen dieses Urteil wurde im Juli 2019 widersprochen.

## Nationalmannschaften
Noch vor der Gründung des heutigen Verbandes hatte die palästinensische Nationalmannschaft am 26. Juli 1953 ein erstes Spiel gegen Ägypten. Bis zum offiziellen Beitritt zu AFC oder FIFA nahm diese aber an keinen offiziellen Länderspielen teil. Eine Frauen-Nationalmannschaft wurde etwa 2003 gegründet und nahm bei der Westasienmeisterschaft 2005 an ihrem ersten Turnier teil. Seit Anfang der 2000er Jahre gibt es U-17-, U-20- und U-23-Mannschaften im Herren-Bereich.